# Mihai Răzvan Ungureanu
Mihai-Răzvan Ungureanu (miˈhaj rəzˈvan unɡuˈre̯anu en romanès; nascut el 22 de setembre de 1968) és un historiador i polític romanès.
Va ser ministre d'exteriors de Romania del 28 de desembre de 2004 al 12 de març de 2007, nomenat pel Primer Ministre Călin Popescu-Tăriceanu. A finals de 2007 va ser nomenat Director del Servei Secret Romanès, carrec que va abandonar el 2012, per exercir com a Primer Ministre de Romania durant tres mesos, del 9 de febrer al 7 de maig, fins al nomenament de Victor Ponta.
Entre el 19 de desembre de 2012 i el primer de juliol de 2015, va ocupar el càrrec de Senador.